# Кутињо
Антонио Вилсон Вијеира Онорио (порт. Antônio Wilson Vieira Honório) познатији као Кутињо (Пирасикаба, 11. јун 1943 — Сантос, 11. март 2019) био је бразилски фудбалски тренер и фудбалер који је играо на позицији нападача. Био је у саставу фудбалске репрезентације Бразила која је освојила прво место на Светском првенству у фудбалу 1962. године. Већи део каријере провео је у Сантосу и трећи је најбољи стрелац клуба у његовој историји.

## Клупска каријера
Рођен је у Пирасикаби, Сао Паулу 11. јуна 1943. године. Када је имао 13 година, његов таленат уочио је тадашњи тренер Сантоса, Луис Алонсо Перез и годину дана касније, постао је део младог тима Сантоса. Професионалну каријеру започео је 1958. године, у Сантосу остао до 1968. године, са којим је освојио два пута куп Копа либертадорес, два Интерконтинентална купа у фудбалу, седам пута шампионат Паулиста и пет пута куп Бразила. Кутињо је проглашен за најбољег играча ФК Сантос након Пелеа, са којим је формирао нападачи дуо, а укупно су постигли 1461 гол, од чега је 370 постигао Кутињо.
Након што му је истекао уговор са Сантосом, играо је за Виторију, Португуесу, Бангу, Саад и Атлас из Мексика.

## Репрезентативна каријера
За фудбалску репрезентацију Бразила, Кутињо је играо у периоду од 1960—1965. године, на 15 утакмица, а постигао је 6 голова. Требало је да буде у стартној постави репрезентације Бразила на Светском првенству у фудбалу 1962. године, али је пропустио мечеве због повреде, а Бразил је освојио првенство.

## Тренерска каријера
Тренерску каријеру започео је 1981. године, када је био на челу Сантоса, тима у којем је започео и фудбалску каријеру. Наредних година тренирао је Валериодоц, Комерсијал, Акидауану, Санто Андре, Бонсусесо, Сао Каетано, а каријеру завршио у Сантосу, 1995. године. 

## Смрт
Здравље му се последњих месеци живота погоршало, а у јануару 2019. године хоспиталозован је због упале плућа. Преминуо је 11. марта 2019. године у Сантосу у Сао Паулу. Смрт је узрокована срчаним ударом као последица хипертензије и шећерне болести.

## Трофеји

### Клупски
ФК Сантос
- Шампионат Паулиста: 1960, 1961, 1962, 1964, 1965, 1967[5]
- Серија А Бразила: 1961, 1962, 1963, 1964, 1965[5]
- Копа либертадорес: 1962, 1963[5]
- Интерконтинентални куп у фудбалу: 1962, 1963[3]
- Турнир Рио—Сао Пауоло: 1959, 1963, 1964, 1966[3]

### Репрезентативни
Бразил
- Светско првенство у фудбалу: 1962[2][3]

### Индивидуални
- Најбољи стрелац куп такмичња Копа либертадорес: 1962[3]